# Litsea globosa
Litsea globosa Kosterm. – gatunek rośliny z rodziny wawrzynowatych (Lauraceae Juss.). Występuje naturalnie w południowo-wschodnich Chinach – w północnej części Guangdong oraz w południowym Hunanie. 

## Morfologia
PokrójZimozielone drzewo lub krzew dorastające do 16 m wysokości. Młode pędy są owłosione.
LiścieNaprzemianległe. Mają kształt od eliptycznego do eliptyczenie odwrotnie jajowatego. Mierzą 5–14,5 cm długości oraz 2–5 cm szerokości. Są nagie. Nasada liścia jest klinowa. Blaszka liściowa jest o spiczastym wierzchołku. Ogonek liściowy jest owłosiony i dorasta do 6–20 mm długości.
KwiatySą niepozorne, jednopłciowe, zebrane po 4 w baldachy, rozwijają się w kątach pędów. Okwiat jest zbudowany z 6 listków o eliptycznym kształcie. Kwiaty męskie mają 9 pręcików.
OwoceMają kulisty kształt, osiągają 6 mm średnicy.

## Biologia i ekologia
Roślina dwupienna. Rośnie w widnych lasach. Występuje na wysokości od 600 do 2500 m n.p.m. Kwitnie od lutego do marca, natomiast owoce dojrzewają od maja do czerwca.